# Cramans
Cramans – miejscowość i gmina we Francji, w regionie Burgundia-Franche-Comté, w departamencie Jura.
Według danych na rok 1990 gminę zamieszkiwały 454 osoby, a gęstość zaludnienia wynosiła 56 osób/km² (wśród 1786 gmin Franche-Comté Cramans plasuje się na 342. miejscu pod względem liczby ludności, natomiast pod względem powierzchni na miejscu 556.).